# Encoelia fuckelii
Encoelia fuckelii är en svampart som beskrevs av Dennis 1971. Encoelia fuckelii ingår i släktet Encoelia och familjen Sclerotiniaceae.   Inga underarter finns listade i Catalogue of Life.